# Martín Rueda
Martin Rueda (Zürich, 9 januari 1963) is een Zwitsers-Spaans voetbalcoach en voormalig voetballer die speelde als verdediger.

## Carrière
Rueda speelde gedurende zijn carrière voor Grasshopper, FC Wettingen, FC Luzern en Neuchâtel Xamax. Hij won de beker met FC Luzern in 1992.
Rueda speelde vijf interlands voor Zwitserland, hij nam met zijn land deel aan het WK 1994 in de Verenigde Staten.
Na zijn spelerscarrière begon hij als trainer bij verschillende clubs in eigen land.

## Erelijst
- FC Luzern
  - Zwitserse voetbalbeker: 1992